# Ole Hegge
Ole Johan Hegge (ur. 3 września 1898 w Bardu, zm. 2 czerwca 1994 w Livingston) – norweski biegacz narciarski, srebrny medalista olimpijski.

## Kariera
Podczas zimowych igrzysk olimpijskich w Sankt Moritz w 1928 roku zdobył srebrny medal w biegu na 18 km stylem klasycznym, ulegając jedynie swemu rodakowi Johanowi Grøttumsbråtenowi. Na tych samych igrzyskach zajął 5. miejsce w biegu na 50 km stylem klasycznym. Cztery lata później, podczas igrzysk olimpijskich w Lake Placid zajął 4. miejsce w biegu na 50 km, przegrywając walkę o brązowy medal z innym reprezentantem Norwegii Arne Rustadstuenem.
Brał udział też w mistrzostwach świata w Lahti w 1926 roku, gdzie na dystansie 50 km zajął 4. miejsce.
W 1926 i 1928 roku był mistrzem Norwegii w biegu na 30 km.

## Osiągnięcia

### Igrzyska olimpijskie
| Miejsce | Dzień     | Rok  | Miejscowość  | Konkurencja             | Wynik     | Strata     | Zwycięzca            |
| ------- | --------- | ---- | ------------ | ----------------------- | --------- | ---------- | -------------------- |
| 5.      | 14 lutego | 1928 | Sankt Moritz | 50 km stylem klasycznym | 4:52:03 h | +15:55 min | Per-Erik Hedlund     |
| 2.      | 17 lutego | 1928 | Sankt Moritz | 18 km stylem klasycznym | 1:37:01 h | +2:00 min  | Johan Grøttumsbråten |
| 4.      | 13 lutego | 1932 | Lake Placid  | 50 km stylem klasycznym | 4:28:00 h | +4:04 min  | Veli Saarinen        |

### Mistrzostwa świata
| Miejsce | Dzień    | Rok  | Miejscowość | Konkurencja             | Czas biegu | Strata    | Zwycięzca    |
| ------- | -------- | ---- | ----------- | ----------------------- | ---------- | --------- | ------------ |
| 4.      | 6 lutego | 1926 | Lahti       | 50 km stylem klasycznym | 4:18.18 h  | +9:32 min | Matti Raivio |